# Saint-Aquilin-de-Corbion

Saint-Aquilin-de-Corbion este o comună în departamentul Orne, Franța. În 1 ianuarie 2022 avea o populație de 54 de locuitori.